# Triteleia
Genre
Ne doit pas être confondu avec Triteleia (insecte).
Triteleia est un genre de plantes à fleurs de la famille des Asparagacées.

## Liste d'espèces
Selon BioLib (24 juin 2024) :
- Triteleia bridgesii (S. Wats.) Greene
- Triteleia clementina Hoover
- Triteleia crocea (Wood) Greene
- Triteleia dudleyi Hoover
- Triteleia grandiflora Lindl.
- Triteleia guadalupensis L.W. Lenz
- Triteleia hendersonii Greene
- Triteleia hyacinthina (Lindl.) Greene
- Triteleia ixioides (Ait. f.) Greene
- Triteleia laxa Benth.
- Triteleia lemmoniae (S. Wats.) Greene
- Triteleia lilacina Greene
- Triteleia lugens Greene
- Triteleia montana Hoover
- Triteleia peduncularis Lindl.
- Triteleia × versicolor Hoover

Selon ITIS (24 juin 2024) :
- Triteleia bridgesii (S. Watson) Greene
- Triteleia clementina Hoover
- Triteleia crocea (Alph. Wood) Greene
- Triteleia dudleyi Hoover
- Triteleia grandiflora Lindl.
- Triteleia hendersonii Greene
- Triteleia hyacinthina (Lindl.) Greene
- Triteleia ixioides (W.T. Aiton) Greene
- Triteleia laxa Benth.
- Triteleia lemmoniae (S. Watson) Greene
- Triteleia lilacina Greene
- Triteleia lugens Greene
- Triteleia montana Hoover
- Triteleia peduncularis Lindl.
- Triteleia × versicolor Hoover

Selon NCBI (4 juillet 2024) :
- Triteleia bridgesii
- Triteleia crocea
- Triteleia grandiflora
- Triteleia hendersonii
- Triteleia hyacinthina
- Triteleia ixioides
- Triteleia laxa
- Triteleia lemmoniae
- Triteleia montana
- Triteleia peduncularis

Selon Tropicos (24 juin 2024) (Attention liste brute contenant possiblement des synonymes) :
- Triteleia angustiflora A. Heller
- Triteleia anilina (Greene) Hoover
- Triteleia aurea Lindl.
- Triteleia berteroi Kunth
- Triteleia bicolor (Suksd.) A. Heller
- Triteleia bivalvis Hook. ex Lindl.
- Triteleia brevipes Kunze
- Triteleia bridgesii (S. Watson) Greene
- Triteleia candida Greene
- Triteleia clementina Hoover
- Triteleia conspicua Baker
- Triteleia crocea (Alph. Wood) Greene
- Triteleia dudleyi Hoover
- Triteleia gaudichaudiana Kunth
- Triteleia gracilis Phil.
- Triteleia graminifolia C. Presl
- Triteleia grandiflora Lindl.
- Triteleia guadalupensis L.W. Lenz
- Triteleia hendersonii Greene
- Triteleia hirtella Kunth
- Triteleia howellii (S. Watson) Greene
- Triteleia hyacinthina (Lindl.) Greene
- Triteleia ixioides (W.T. Aiton) Greene
- Triteleia lactea (Lindl.) Davidson & Moxley
- Triteleia laxa Benth.
- Triteleia leichtlinii (Baker) G. Nicholson
- Triteleia lemmoniae (S. Watson) Greene
- Triteleia lilacina Greene
- Triteleia lugens Greene
- Triteleia modesta (H.M. Hall) Abrams
- Triteleia montana Hoover
- Triteleia palmeri (S. Watson) Greene
- Triteleia patagonica Gay.
- Triteleia peduncularis Lindl.
- Triteleia piutensis E. Kentner & K.E. Steiner
- Triteleia poeppigiana Gay
- Triteleia porrifolia Poepp.
- Triteleia scabra (Greene) Hoover
- Triteleia sellowiana Kunth
- Triteleia sessilis Phil.
- Triteleia uniflora Lindl.
- Triteleia versicolor Hoover
- Triteleia violacea Kunth
- Triteleia × tubergenii L.W. Lenz
- Triteleia × versicolor Hoover